# Лунд (футбольний клуб)
 Лундс БК (швед. Lunds Bollklubb) — шведський футбольний клуб представляє місто Лунд.

## Історія
Клуб засновано 1919 року.
Востаннє клуб брав участь у змаганнях другого ешелону шведського футболу у 1994 році. Тепер виступає в Дивізіоні 1 (3-й лізі Швеції). 
У сезоні 2012 року Лундс БК брав участь у матчах плей-оф на підвищення у Супереттан, однак поступився у боротьбі з ІФК Вернаму.

## Досягнення
Дивізіон 1 (як 2-а ліга): 10-е місце в групі Південь (1993)

## Сезони
| Сезон | Рівень | Ліга       | Підгрупа           | Місце | Примітки              |
| ----- | ------ | ---------- | ------------------ | ----- | --------------------- |
| 1993  | 2      | Дивізіон 1 | Південь            | 10    |                       |
| 1994  | 2      | Дивізіон 1 | Південь            | 14    | Вибув                 |
| 1995  | 3      | Дивізіон 2 | Південний Йоталанд | 4     |                       |
| 1996  | 3      | Дивізіон 2 | Південний Йоталанд | 3     |                       |
| 1997  | 3      | Дивізіон 2 | Південний Йоталанд | 6     |                       |
| 1998  | 3      | Дивізіон 2 | Південний Йоталанд | 9     |                       |
| 1999  | 3      | Дивізіон 2 | Південний Йоталанд | 1     | Плей-оф на підвищення |
| 2000  | 3      | Дивізіон 2 | Південний Йоталанд | 4     |                       |
| 2001  | 3      | Дивізіон 2 | Південний Йоталанд | 6     |                       |
| 2002  | 3      | Дивізіон 2 | Південний Йоталанд | 2     |                       |
| 2003  | 3      | Дивізіон 2 | Південний Йоталанд | 9     |                       |
| 2004  | 3      | Дивізіон 2 | Південний Йоталанд | 6     |                       |
| 2005  | 3      | Дивізіон 2 | Південний Йоталанд | 9     |                       |
| 2006  | 4      | Дивізіон 2 | Південний Йоталанд | 3     |                       |
| 2007  | 4      | Дивізіон 2 | Південний Йоталанд | 3     |                       |
| 2008  | 4      | Дивізіон 2 | Південний Йоталанд | 3     |                       |
| 2009  | 4      | Дивізіон 2 | Південний Йоталанд | 1     | Підвищився            |
| 2010  | 3      | Дивізіон 1 | Південь            | 6     |                       |
| 2011  | 3      | Дивізіон 1 | Південь            | 5     |                       |
| 2012  | 3      | Дивізіон 1 | Південь            | 2     | Плей-оф на підвищення |
| 2013  | 3      | Дивізіон 1 | Південь            | 10    |                       |
| 2014  | 3      | Дивізіон 1 | Південь            | 3     |                       |
| 2015  | 3      | Дивізіон 1 | Південь            | 14    | Вибув                 |
| 2016  | 4      | Дивізіон 2 | Південний Йоталанд | 7     |                       |
| 2017  | 4      | Дивізіон 2 | Південний Йоталанд | 2     | Підвищився            |
| 2018  | 3      | Дивізіон 1 | Південь            | 7     |                       |
| 2019  | 3      | Дивізіон 1 | Південь            | 8     |                       |
| 2020  | 3      | Дивізіон 1 | Південь            | 13    |                       |
| 2021  | 3      | Дивізіон 1 | Південь            |       |                       |